# Donald M. Blinken
Donald Mayer Blinken (11. listopadu 1925 New York – 22. září 2022 East Hampton) byl americký podnikatel a po dobu více než tří let diplomat. Byl ředitelem a jedním ze zakladatelů investiční banky E. M. Warburg Pincus & Company v New Yorku. V letech 1978–1990 byl předsedou správní rady State University of New York a v letech 1994–1997 velvyslancem Spojených států amerických v Maďarsku.
Jeho syn Antony Blinken je současným ministrem zahraničních věcí USA. Manželé Blinkenovi se později rozvedli.

## Život a kariéra
Narodil se 11. listopadu 1925 v New Yorku jako syn Maurice Blinkena a jeho ženy Ethel Horowitz. Jeho otec i matka byli židovského původu a jeho otec pocházel z Kyjeva. Jeho dědečkem byl spisovatel Meir Blinken. Měl dva bratry, Alana a Roberta. Oba bratři v New Yorku a v Yonkers navštěvovali Horace Mann School.
V roce 1948 absolvoval s vyznamenáním ekonomii Harvardově univerzitě, poté co v roce 1944 sloužil v americkém armádním leteckém sboru během druhé světové války.
V letech 1976–1989 byl prezidentem Nadace Marka Rothka (Mark Rothko Foundation). Žil v River House a v East Hamptonu.
V roce 2015 byly archivy Otevřené společnosti v Maďarsku přejmenovány na Vera and Donald Blinken Open Society Archives, poté co od nich obdržely významný dar.
Zemřel 22. září 2022 ve věku 96 let v East Hamptonu ve státě New York.